# NXT The Great American Bash (2025)
NXT The Great American Bash (2025), promowane również jako The Great American Bash: Atlanta – dwudziesta siódma gala wrestlingu w chronologii cyklu The Great American Bash, trzynasta wyprodukowana przez federację WWE oraz szósta gala The Great American Bash dla zawodników z brandu NXT. Odbyła się 12 lipca 2025 w Center Stage w Atlantcie w stanie Georgia. Wydarzenie to rozpoczeło się o godzinie 15:00 czasu wschodniego, co stawiało je w bezpośrednim starciu z największym corocznym wydarzeniem pay-per-view All Elite Wrestling (AEW), All In.
Podczas gali odbyło się pięć walk. W walce wieczoru, Jordynne Grace i Blake Monroe pokonały Fatal Influence (Jacy Jayne i Fallon Henley), co było pierwszą walką Monroe w WWE. W innych ważnych walkach, Oba Femi pokonał Yoshikiego Inamurę, aby zachować NXT Championship, a Ethan Page pokonał Ricky’ego Saintsa w Falls Count Anywhere matchu, aby zachować NXT North American Championship.

## Produkcja

### Tło
The Great American Bash to gala wrestlingu założona w 1985 roku. Po przejęciu przez WWE World Championship Wrestling (WCW) w marcu 2001 roku, organizacja wznowiła tę galę jako własne coroczne pay-per-view (PPV) w 2004 roku, które trwało do 2009 roku. Po tej gali w 2009 roku The Great American Bash zostało przerwane jako PPV. W 2012 roku WWE wznowiło galę, które odbyło się jako specjalny odcinek SmackDown, ale ponownie zostało przerwane. W 2020 roku WWE ponownie ożywiło galę, tym razem dla rozwojowego brandu NXT jako coroczny program telewizyjny programu NXT, aż do wydarzenia w 2023 roku, które było transmitowane na żywo za pośrednictwem platform WWE. Następnie ponownie był to specjalny program telewizyjny NXT w 2024 roku.
W dniu 27 maja 2025 roku ogłoszono, że 13. gala Great American Bash pod szyldem WWE, szósta coroczna dla NXT i 27. ogólnie, odbędzie się jako wydarzenie transmitowane na żywo w sobotę 12 lipca 2025 roku w Center Stage w Atlantcie w stanie Georgia. Oprócz Peacock w Stanach Zjednoczonych, wydarzenie będzie dostępne na żywo w serwisie Netflix na większości rynków międzynarodowych oraz w WWE Network we wszystkich pozostałych krajach, które nie zostały jeszcze przeniesione do Netflixa z powodu wcześniej obowiązujących umów. Jest to pierwsza gala Great American Bash transmitowana na żywo w serwisie Netflix po styczniowej fuzji WWE Network z tą usługą w tych regionach. Wydarzenie będzie miało specjalny czas rozpoczęcia o godzinie 15:00 czasu wschodniego, co stawia je naprzeciwko All In, największego corocznego wydarzenia PPV produkowanego przez All Elite Wrestling.

### Rywalizacje
NXT The Great American Bash oferowało walki profesjonalnego wrestlingu z udziałem wrestlerów należących do brandu NXT. Wyreżyserowane rywalizacje (storyline’y) były kreowane podczas cotygodniowych gal NXT. Wrestlerzy są przedstawieni jako heele (negatywni, źli zawodnicy i najczęściej wrogowie publiki) i face’owie (pozytywni, dobrzy i najczęściej ulubieńcy publiki), którzy rywalizują pomiędzy sobą w seriach walk mających budować napięcie. Kulminacją rywalizacji jest walka wrestlerska lub ich seria.

#### Pojedynek o NXT Championship
W odcinku NXT z 20 maja, Jasper Troy zaatakował NXT Championa Oba Femiego, co doprowadziło do pojedynku o tytuł pomiędzy oboma mężczyznami w odcinku z 10 czerwca, w którym Femi zachował mistrzostwo. W następnym tygodniu, Yoshiki Inamura oświadczył, że przyjdzie po mistrzostwo Femiego, a w odcinku z 24 czerwca Femi powiedział, że chce więcej konkurencji i zażądał przeciwnika. Inamura odpowiedział na wyzwanie i postanowił zdobyć tytuł. Po konfrontacji Troy zaatakował Inamurę, a następnie zaatakował Femiego, dając mu do zrozumienia, że ponownie będzie walczył o jego mistrzostwo. Później tej nocy walka pomiędzy Inamurą i Troyem została zaplanowana na odcinek z 1 lipca, w którym zwycięzca miał zmierzyć się z Femim o tytuł na The Great American Bash. Walka została wygrana przez Inamurę.

#### Jordynne Grace i Blake Monroe vs. Fatal Influence (Jacy Jayne i Fallon Henley)
W odcinku NXT z 27 maja, Jacy Jayne zdobyła NXT Women’s Championship. Tydzień później kilka kobiet przerwało świętowanie Jayne, z których każda dyskutowała o tym, dlaczego zasłużyła na walkę o tytuł, w tym debiutująca Blake Monroe (wcześniej znana jako Mariah May w All Elite Wrestling). W odcinku z 17 czerwca, Monroe oficjalnie podpisała kontrakt NXT, ale przerwała jej Jayne i jej koleżanki ze stajni Fatal Influence, Fallon Henley i Jazmyn Nyx. Kwestionowały one brak świętowania zwycięstwa Jayne. Po wymianie zdań Monroe spoliczkowała Jayne, co doprowadziło do bójki, która zakończyła się rzuceniem Monroe przez Henley i Jayne w stół. Tydzień później, Jordynne Grace wygrała walkę, aby stać się pretendentką numer jeden do tytułu na Evolution, która odbędzie się dzień po The Great American Bash, a w następnym odcinku Grace mówiła o swoim zwycięstwie i przysięgła wyjść z Evolution jako mistrzyni, ale przerwały jej Fatal Influence, które wyśmiewały Grace i Monroe. Po wymianie zdań, Jayne próbowała zaatakować Grace, która odpierała atak, ale została przeważona liczebnie przez Fatal Influence. Monroe przybył na ratunek Grace. Później, Generalna Menadżerka NXT Ava ogłosiła, że tag team match pomiędzy Monroe i Grace przeciwko Henley i Jayne odbędzie się na The Great American Bash, co będzie oznaczać telewizyjny debiut Monroe w WWE.

#### Podpisanie kontraktu na walkę o TNA World Championship
Na NXT Battleground, Trick Williams pokonał Joe Hendry’ego, aby wygrać TNA World Championship, stając się pierwszym wrestlerem zakontraktowanym przez WWE, który posiadał jakikolwiek tytuł TNA. W odcinku NXT z 3 czerwca Williams z powodzeniem obronił mistrzostwo przeciwko Mike’owi Santanie z TNA. W odcinku TNA Impact! z 26 czerwca, TNA Director of Authority Santino Marella ogłosił, że Hendry będzie miał swój rewanż o TNA World Championship na TNA Slammiversary, jednak później tej nocy Santana zażądał dodania go do walkę, ponieważ wydarzenie odbędzie się w jego rodzinnym stanie Nowy Jork, co następnie zostało oficjalnie potwierdzone. W odcinku NXT z 1 lipca ogłoszono, że podpisanie kontraktu na walkę odbędzie się na The Great American Bash.

#### Pojedynek o NXT Women’s North American Championship
Od maja, Tatum Paxley popadła w depresję po stracie swoich przyjaciół, Gigi Dolin i Shotzi. W tym czasie NXT Women’s North American Championka Sol Ruca i jej partnerka Zaria próbowały zbliżyć się do Paxley, podczas gdy Izzi Dame z The Culling również próbowała zbliżyć się do Paxley. W odcinku NXT z 17 czerwca, Paxley przypadkowo kosztowała Zarię jej walkę kwalifikacyjną przeciwko Dame w turnieju Evolution Eliminator na walkę o NXT Women’s Championship na Evolution, co rozwścieczyło Zarię. W następnym tygodniu, Paxley była w narożniku Dame podczas finału turnieju, a po jej ingerencji Zaria i Ruca wyszły, zostawiając z nimi Paxley. W następnym tygodniu, Dame i Paxley pokonały Rucę i Zarię w tag team matchu, a Dame przypięła Rucę. Później tej samej nocy, Generalna Menadżerka NXT Ava ogłosiła, że Ruca będzie bronić swojego mistrzostwa przeciwko Dame na The Great American Bash.

#### Pojedynek o NXT North American Championship
Podczas Stand & Deliver, Ricky Saints z powodzeniem obronił NXT North American Championship przeciwko Ethanowi Page’owi. Ich rywalizacja trwała po tym wydarzeniu, a 27 maja Page pokonał Saintsa, aby zdobyć mistrzostwo po tym, jak Page zranił gardło Saintsa. Dwa tygodnie później, Saints powrócił i zaatakował Page’a po jego udanej obronie tytułu, a w odcinku z 1 lipca, Page zaproponował Saintsowi zmierzenie się z The Vanity Project (Brad Baylor, Ricky Smokes i WWE Evolve Champion Jackson Drake) z Evolve, z którym Page zawarł sojusz, w gauntlet matchu Vanity Project, gdzie jeśli Saints wygra, zdobędzie rewanż za tytuł, a Saints zaproponował, że jeśli wygra, będzie mógł wybrać warunki walki. Generalna Menadżerka NXT Ava następnie zgodziła się. Walka odbyła się w następnym tygodniu, którą Saints wygrał, planując walkę pomiędzy Saintsem i Pagem o tytuł na The Great American Bash. Saints następnie wybrał warunki Falls Count Anywhere dla walki.

#### Je’Von Evans vs. Jasper Troy
W odcinku NXT z 17 czerwca, Je'Von Evans pochwalił Jaspera Troya za jego występ w walce o NXT Championship, który odbył w poprzednim tygodniu, stwierdzając, że czas Troya nadejdzie, ale nie przed jego czasem, a Troy powiedział Evansowi, aby wyszedł z jego twarzy. W następnym tygodniu Troy zaatakował Evansa po walce tego ostatniego, a Evans zrobił to samo Troyowi w odcinku z 1 lipca. W następnym tygodniu Troy dwukrotnie zaatakował Evansa za kulisami, a później tej nocy obaj mężczyźni wdali się w bójkę. Następnie ogłoszono, że zmierzą się ze sobą na The Great American Bash.

## Wyniki walk
| Nr                                 | Wyniki | Stypulacje                                                   | Czas  |
| ---------------------------------- | --- | ------------------------------------------------------------ | ----- |
| 1                                  | Je’Von Evans pokonał Jaspera Troya poprzez pinfall                                                                 | Singles match                                                | 13:37 |
| 2                                  | Sol Ruca (c) (z Zarią) pokonała Izzi Dame (z Tatum Paxley) poprzez pinfall                                         | Singles match o NXT Women’s North American Championship      | 11:43 |
| 3                                  | Ethan Page (c) pokonał Ricky’ego Saintsa poprzez pinfall                                                           | Falls Count Anywhere match o NXT North American Championship | 14:46 |
| 4                                  | Oba Femi (c) pokonał Yoshikiego Inamurę (z Joshem Briggsem) poprzez pinfall                                        | Singles match o NXT Championship                             | 13:18 |
| 5                                  | Jordynne Grace i Blake Monroe pokonały Fatal Influence (Jacy Jayne i Fallon Henley) (z Jazmyn Nyx) poprzez pinfall | Tag team match                                               | 16:31 |
| (c) – mistrz/mistrzyni przed walką | |                                                              |       |